# Archisotoma besselsi
Archisotoma besselsi is een springstaartensoort uit de familie van de Isotomidae. De wetenschappelijke naam van de soort is voor het eerst geldig gepubliceerd in 1877 door Packard.